# Egbert (święty)
Egbert, także Ecgberht (ur. 639, zm. 24 kwietnia 729 na wyspie Iona) – benedyktyn pochodzenia anglosaskiego, działający w Irlandii i Szkocji, uznany za świętego przez Kościół katolicki.
Pochodził z położonej w północnej Anglii Northumbrii. Został mnichem benedyktyńskiem i księdzem. Początkowo przebywał w klasztorze Lindisfarne, potem udał się do Irlandii, gdzie długo pozostawał w klasztorze Rathmelsigi. W 664 r. ślubował (w trakcie poważnej choroby) poświęcić resztę życia misji wśród pogańskich plemion germańskich, jednak celu tego nie zrealizował; wysłał jednak w tym celu swych uczniów (m.in. Wilibrorda). Ok. 716 r. przeniósł się do słynnego klasztoru szkockiego na wyspie Iona, gdzie wprowadzał postanowienia synodu w Whitby zastępując iroszkockie zwyczaje obrządkiem rzymskim (m.in. wprowadzając inny sposób obliczenia daty świąt Wielkiej Nocy czy tonsurę) – Iona była jednym z ostatnich i zarazem głównym punktem oporu mnichów iroszkockich przeciw postanowieniom tego synodu. W źródłach nazywany bywa też biskupem, choć nie znamy jego ewentualnej siedziby.
Podstawowym źródłem do dziejów Egberta jest Historia ecclesiastica gentis Anglorum Bedy Czcigodnego.